# مانويل روماي
مانويل روماي (بالإسبانية: Manuel Romay)‏ (29 يوليو 1990 بمالبيسا دي بيرغينتينوس في إسبانيا - ) هو لاعب كرة قدم إسباني في مركز الوسط. لعب مع Atlético Coruña Montañeros CF ‏ وSC Austria Lustenau ‏.

## روابط خارجية
- مانويل روماي على موقع قاعدة بيانات كرة القدم.إي يو (الإنجليزية)
- مانويل روماي على موقع Soccerway.com (الإنجليزية)